# Helveting
Helveting és una empresa suïssa que es dedica la planificació i execució de projectes d'enginyeria creuada per als seus clients en els àmbits de l'enginyeria mecànica, de sistemes i de programari, així com als projectes, processos i consultoria. Compta amb una plantilla de 120 enginyers que es reparteixen entre la seu central de Hünenberg, els centres d'enginyeria suïssos a Berna, Neuenhof i Uzwil, i l'oficina de representació a Xangai. El grup va tancar el 2014 amb 18 milions de facturació i preveia arribar als 20 milions el 2015.
El 2015 va obrir al districte 22@ de Barcelona el seu primer centre de desenvolupament fora de Suïssa per a donar servei a les oficines suïsses i amb la idea que més endavant ofereixi els seus serveis directament a clients de l'Estat espanyol.